# ミスいちご
ミスいちごは、ミスいちご実行委員会（事務局：リトルワールド）が主催する、いちごの消費拡大を目的に全国のいちごの魅力のPR活動を行う女性メンバーの総称。2015年より原則毎年、投票やオーディションにより15名選出される。

## ミスいちごの活動
ミスいちごの活動は、「いちごのPR」と「メディア出演などの芸能的な活動」の２つに大きく分類される。それらを通じた「いちごのブランドや地域」と「ミスいちごメンバーの“個”」のそれぞれの価値の向上を目的としている。

### いちごのPR
いちごを生産する県や市などの自治体、いちごの生産団体、いちごの生産者の他、鉄道や商業施設、ホテル、飲食店などいちごに関連する事業者等から受託を受け、イメージモデル、SNSキャンペーンの実施、イベント出演やいちごの配布、各種セレモニーの参加などを通じていちごのPRを実施している。またPR業務の他、ホテルのいちごフェアでの商品開発や、有名ホテルへの販路を生産者に提供する販路マッチング、観光いちご農園の集客やプレスリリースの支援など、いちごに関わる生産者や事業者の6次産業化の支援を行っている。

### メディア出演などの芸能的な活動
いちごやいちごに関連する商品を取り上げるテレビ局の報道番組やバラエティ番組をはじめ、雑誌、WEBメディアなどの掲載実績が多数あり、いちごに関連する出演の他にも、国内外のファッションショー出演、映画出演、メンバー個人のスタイルブックのリリース、広告モデルなど、多数の出演依頼を受託している。また出演機会の他にもモデルやアイドルなど様々なオーディションの機会提供をメンバーにしており、ミスいちごをきっかけに芸能活動を始めたり人気を得るなどして活躍をしているメンバーも多い。

## ミスいちご2015
ミスいちご2015は、「ミスいちご」1名、「準ミスいちご」2名、「ミスいちごメイト」12名、計15名を全国から選出し、活動していた。また、100名のファイナリストからミスいちごを除いた85名が「いちごアソシエイツ」として活動していた。

### ミスいちご（2015）
- 宮島るりか（活動時の地域：東京都）

### 準ミスいちご（2015）
- 丸山莉南（活動時の地域：神奈川県）
- 三田寺円（活動時の地域：千葉県）

### ミスいちごメイト（2015）
- 市村紗弥香（活動時の地域：東京都）
- 大北あやか（活動時の地域：大阪府）
- 柏木しおり（活動時の地域：東京都）
- 桑原優実（活動時の地域：福岡県）
- 小寺陽向（活動時の地域：大阪府）
- 五月女璃奈（活動時の地域：千葉県）
- 坂田遥香（活動時の地域：滋賀県）
- 新海令奈（活動時の地域：東京都）
- 外塚歩（活動時の地域：大阪府）
- 西美穂（活動時の地域：福岡県）
- 藤原千尋（活動時の地域：北海道）
- 松本和夏（活動時の地域：兵庫県）

## ミスいちご2017
ミスいちご2017については、応募者の中から「ファイナリスト」100名を2016年7月1日（金）に、ファイナリストと1期メンバーから選考された「2期ミスいちご」15名を2016年7月29日（金）に、それぞれホームページ上に発表された。

### ミスいちご（2017）
- 月乃雫（活動時の年齢：22歳/活動時の職業：音大生）

### 準ミスいちご（2017）
- 荒井つかさ（活動時の年齢：21歳/活動時の職業：レースクイーン、モデル）
- 高橋菜々美（活動時の年齢：17歳/活動時の職業：高校生）

### ミスいちごメイト（2017）
- 今西由記（活動時の年齢：20歳/活動時の職業：大学生、モデル）
- 浦西ひかる（活動時の年齢：15歳/活動時の職業：高校生、アーティスト）
- 江戸えりん（活動時の年齢：15歳/活動時の職業：中学生、モデル）
- 片岡三佳（活動時の年齢：22歳/活動時の職業：モデル）
- 門脇実優菜（活動時の年齢：13歳/活動時の職業：中学生、モデル）
- 小室万里奈（活動時の年齢：19歳/活動時の職業：大学生）
- 下田ありさ（活動時の年齢：24歳/活動時の職業：客室乗務員）
- 世梨奈（活動時の年齢：22歳/活動時の職業：大学生）
- 塚本美玲（活動時の年齢：19歳/活動時の職業：女優）
- 能呂春花（活動時の年齢：19歳/活動時の職業：大学生）
- 美音咲月（活動時の年齢：17歳/活動時の職業：高校生、アイドル）
- 宮瀬れい（活動時の年齢：25歳/活動時の職業：モデル）

### ミスいちごマスコット（2017）
- なの。（活動時の年齢：7歳/活動時の職業：犬）

## ミスいちご2018
ミスいちご2018については、2,548人の中から選ばれた。なお、2018からは「準ミス」や「いちごメイト」の括りがなく15名が「ミスいちご」になる。

### ミスいちご（2018）
- 一葉ゆい（活動時の居住地：神奈川県/活動時の年齢：14歳/活動時の職業：中学２年生、モデル）
- 齋 伶実（活動時の居住地：大阪府/活動時の年齢：16歳/活動時の職業：高校1年生）
- 貝賀琴莉（活動時の居住地：茨城県/活動時の年齢：16歳/活動時の職業：高校１年生、モデル）
- 早乙女るな（活動時の居住地：静岡県/活動時の年齢：16歳/活動時の職業：高校１年生、モデル）
- 土屋まな（活動時の居住地：愛知県/活動時の年齢：23歳/活動時の職業：美容管理栄養士、ビューティーアドバイザー ）
- ナナエ（活動時の居住地：東京都/活動時の年齢：12歳/活動時の職業：小学６年生、モデル）
- 希美（活動時の居住地：大阪府/活動時の年齢：15歳/活動時の職業：中学3年生、アイドル）
- 野田里菜（活動時の居住地：佐賀県/活動時の年齢：17歳/活動時の職業：高校2年生、モデル）
- 橋本杏奈（活動時の居住地：東京都/活動時の年齢：22歳/活動時の職業：アイドル）
- 姫香（活動時の居住地：東京都/活動時の年齢：15歳/活動時の職業：中学3年生）
- 松田かりん（活動時の居住地：兵庫県/活動時の年齢：15歳/活動時の職業：中学3年生、モデル）
- 吉田恵美（活動時の居住地：東京都/活動時の年齢：19歳/活動時の職業：大学1年生、モデル）
- 渡邊アンナ 莉彩（活動時の居住地：静岡県/活動時の年齢：16歳/活動時の職業：オーストラリア出身の高校1年生）
- 赤莉かえ（活動時の居住地：大阪府/活動時の年齢：非公開/活動時の職業：OL）
- シャオメイ（小眉）（活動時の居住地：東京都/活動時の年齢：22歳/活動時の職業：中国人留学生）

## ミスいちご2020
本オーディションは、ソニーミュージックSDグループの審査協力の他、ライブ配信サービス「SHOWROOM」、ファンコミュニティサービス「CHEERZ」、「美女美容事情【ビジョビ】」、動画投稿サービス「mysta」など、人気アプリ・サービスと連携してオーディションを行い、一般応募含め約4000名の応募者から15名の「ミスいちご2020」が選出された。

### ミスいちご（2020）
- AIRU（富本愛琉)（活動時の在住地：北海道/活動時の年齢：14歳/活動時の職業：中学生）
- 綾城花菜（活動時の在住地：東京都/活動時の年齢：24歳/活動時の職業：モデル、ライバー）
- 綾香（活動時の在住地：東京都/活動時の年齢：14歳/活動時の職業：中学生）
- 有坂美玖（活動時の在住地：東京都/活動時の年齢：19歳/活動時の職業：大学生）
- 上水口萌乃香（活動時の在住地：東京都/活動時の年齢：19歳/活動時の職業：大学生、アイドル ）
- 工藤萌香（活動時の在住地：大分県/活動時の年齢：16歳/活動時の職業：高校生）
- 偉音（活動時の在住地：沖縄県/活動時の年齢：17歳/活動時の職業：高校生）
- しぴたん（活動時の在住地：東京都/活動時の年齢：23歳/活動時の職業：SNSインフルエンサー）
- 野尻真里（活動時の在住地：岐阜県/活動時の年齢：26歳/活動時の職業：歯科医師）
- 長谷美穂（活動時の在住地：東京都/活動時の職業：ライター、モデル、ライバー）
- はやめい（活動時の在住地：埼玉県/活動時の年齢：18歳/活動時の職業：YouTuber）
- 免罪しゅり（活動時の在住地：大阪府/活動時の年齢：21歳/活動時の職業：OL）
- 八束れい（活動時の在住地：兵庫県/活動時の年齢：10歳/活動時の職業：小学生、アーティスト、モデル）
- ゆべし（活動時の在住地：関東/活動時の年齢：24歳/活動時の職業：会社員）
- 吉橋亜理砂（活動時の在住地：東京都/活動時の年齢：23歳/活動時の職業：アイドル ）

### ミスいちごグラビア（2020）
該当者なし

## ミスいちご2021
本オーディションは「大人フェアリー」をテーマとし、「甘くて可愛いだけじゃないいちごの魅力と世界観」を広めてゆく事をミッションに掲げ、動画配信・投稿アプリ等と連携してオーディションを実施し、約4,000名の応募者から15名の「ミスいちご2021」が選出された。

### ミスいちご（2021）
- あき（活動時の在住地：福岡県/活動時の年齢：22歳/活動時の職業：モデル、インフルエンサー）
- 阿部なつき（活動時の在住地：東京都/活動時の年齢：20歳/活動時の職業：インフルエンサー）
- ayana（活動時の在住地：東京都/活動時の職業：インフルエンサー）
- 内田ゆめ（活動時の在住地：埼玉県/活動時の年齢：21歳/活動時の職業：大学生、ビール売り子）
- 川子芹菜（活動時の在住地：埼玉県/活動時の年齢：25歳/活動時の職業：フリーランスモデル）
- サキ吉（活動時の在住地：東京都/活動時の職業：動画クリエイター、ブランドプロデューサー、アイシングクッキー講師）
- 白戸遥（活動時の在住地：愛知県/活動時の年齢：18歳/活動時の職業：アイドル）
- 滝本里奈（活動時の在住地：大阪府/活動時の年齢：15歳/活動時の職業：高校1年生）
- ちぇりぐらむ（活動時の在住地：京都府/活動時の職業：外資IT、インフルエンサー）
- ののあん（活動時の在住地：愛知県/活動時の年齢：20歳/活動時の職業：大学生、ライバー）
- 春花奈奈（活動時の在住地：東京都/活動時の年齢：25歳/活動時の職業：ピアニスト アイドル、プロデュース  ）
- 雛乃（活動時の在住地：石川県/活動時の年齢：22歳/活動時の職業：大学生、フラワーアーティスト）
- 福田愛莉（活動時の在住地：大阪府/活動時の年齢：19歳/活動時の職業：タレント）
- 眞白ありす（活動時の在住地：東京都/活動時の年齢：24歳/活動時の職業：OL、インフルエンサー）
- 山口愛悠伽（活動時の在住地：福岡県/活動時の年齢：16歳/活動時の職業：高校2年生）

### ミスいちごグラビア（2021）
- 桐生美希
- 空陸海ゆきな
- サキ吉
- SAYAKA
- ちぇり
- はるちゃん
- 桃里れあ

## ミスいちご2022
オーディションによって選ばれたアイドルやモデル、ライバーなどのリアルタレント15名と「バーチャルな空間と、その中での活動」を担うVTuberを「ミスいちご2022V」として選出された。なお、「いいいちごの日」である1月15日より活動が開始された。

### ミスいちご（2022）
- もえのあずき（大阪府生まれ、大食いアイドル）
- 佐崎きさき（活動時の在住地：東京都/活動時の職業：インフルエンサー）
- 横山葵（活動時の在住地：北海道/活動時の職業：アイドル）
- ゆうめろ（活動時の在住地：東京都/活動時の職業：女子大生、PECHEレギュラーモデル）
- ゆらら（活動時の在住地：北海道/活動時の職業：ライバー）
- りこのん（活動時の在住地：東京都/活動時の職業：インフルエンサー、タレント、ドローンインストラクター）
- 猫宮あすか（活動時の在住地：東京都/活動時の職業：グラビアモデル）
- 奥寺テーラ（活動時の在住地：千葉県/活動時の職業：大学生、コスプレイヤー）
- こころ（須羽こころ）（活動時の在住地：神奈川県/活動時の職業：中学3年生、モデル）
- 岩田ゆら（活動時の在住地：愛知県/活動時の職業：高校3年生）
- 宮瀬なこ（活動時の在住地：神奈川県/活動時の職業：タレント、女優）
- ゆうな（活動時の在住地：神奈川県/活動時の職業：看護師、撮影会モデル）
- 愛宮里奈（活動時の在住地：東京都/活動時の職業：アイドル）
- 手島愛花（活動時の在住地：福岡県/活動時の職業：高校生）
- 姫月琴音（活動時の在住地：東京都/活動時の職業：アイドル）

### ミスいちごV（2022）
- 雨ヶ崎笑虹（VTuber）
- モナ（VTuber）

## ミスいちご2023
7期となる「ミスいちご2023」15人のうち3名が「ミスいちご台湾」として選出されている。台湾のチアリーダーのリン・シャン、キミ、リンリンの3人が日本でいちご狩りを楽しんでいるSNS投稿を目にしたミスいちご実行委員会事務局より「日本のいちごのPRや応援を台湾でお願いできないか」と相談をしたところ、キミとリンリンが参加することとなった。リン・シャンは「後輩の二人がミスいちごに就任できた事をとても嬉しく光栄に思い、私自身も二人のミスいちごの活躍を力いっぱい応援します」とコメントしている。

### ミスいちご（2023）
- 金子みゆ（活動時の在住地：福岡県/活動時の職業：モデル、タレント、アイドルグループ「LinQ」メンバー）
- 李芷霖（リンリン）（活動時の在住地：台湾台北市/活動時の職業：グラビアアイドル、チアリーダー）
- 張雅涵（キミ）（活動時の在住地：台湾台北市/活動時の職業：歌手、チアリーダー）
- 楊文孜（ズズ）（活動時の在住地：台湾台北市/活動時の職業：日本文化を台湾に伝えるインフルエンサー）
- 緩苺（活動時の在住地：神奈川県/活動時の職業：モデル・学生）
- 寺沢ありす（活動時の在住地：愛知県/活動時の職業：ソロアイドル）
- 南葵（活動時の在住地：石川県/活動時の職業：アイドル）
- RENA（活動時の在住地：東京都/活動時の職業：2児のシングルマミー）
- 黒田鈴華（活動時の在住地：東京都/活動時の職業：モデル）
- 梅咲遥（活動時の在住地：神奈川県/活動時の職業：プロレスラー、アイドル）
- ありす（活動時の在住地：兵庫県/活動時の職業：OL、ライバー）
- 泉舞子（活動時の在住地：東京都/活動時の職業：大学生、グラビアアイドル）
- 東雲郁（活動時の在住地：神奈川県/活動時の職業：製菓学生・和パフェプロデューサー）
- 杉田彩夏（活動時の在住地：神奈川県/活動時の職業：OL）
- 高田裕香（活動時の在住地：大阪府/活動時の職業：大学生、モデル）

## ミスいちご2024
2024年3月4日に三上悠亜のメンバー就任が発表され、その後順次、各種投票オーディションなどにより選出された。バーチャルタレントも含まれている。同年6月15日の正式発表は13名で欠員2名については同年秋に追加オーディションなどにより決定の予定としたアナウンスをしていたが、実施することなく当期は13名となった。

### ミスいちご（2024）
括弧内は、発表当時の在住地と職業。
- 三上悠亜（東京都 / モデル、タレント）
- AI（東京都 / OL）
- 彩葉ねいろ（東京都 / バーチャルタレント）
- 倉田瑠夏（東京都 / タレント、女優）
- 小杉 怜子（東京都 / 大学生）
- Konomi（東京都 / バーチャルタレント）
- 佐藤かれん（東京都 / インフルエンサー）
- 紗羽（神奈川県 / 大学生）
- ぴっぴ（東京都 / タレント）
- ひな（東京都 / タレント）
- めい（東京都 / フリーモデル）
- ももにゃん（鳥取県 / 学生）
- ゆき（大阪府 / 学生、モデル）